# Сапсан
Сапса́н (Falco peregrinus Tunst.) — хижий птах родини соколових, поширений на всіх континентах, окрім Антарктиди. Розміром з сіру ворону, він вирізняється своїм темним, аспідно-сірим оперенням спини, строкатим світлим черевом і чорною верхньою частиною голови, а також темною, видовженою плямою під очима — «вусами». Залежно від розміру й особливостей забарвлення, розрізняють близько 17 підвидів цього птаха. В Україні — три підвиди: звичайний, кавказький і тундровий сапсани: перші два рідкісні гніздові птахи, останній зустрічається на перельотах.
Вважають, що це найшвидший птах (і взагалі тварина) у світі — при пікіруванні на здобич він здатний розвивати швидкість понад 322 км/год, або 90 м/с. Під час полювання сапсан сидить на присаді або ширяє (планує) в небі; виявивши здобич, він піднімається над жертвою і майже прямовисно каменем пікірує донизу («робить ставку»), вдаряючи її складеними і притиснутими до тулубу лапами по дотичній. Удар кігтями задніх пальців сапсана по жертві буває настільки сильним, що навіть у достатньо великого розміру жертви може відлетіти голова.
Об'єктом полювання цього сокола є переважно середнього розміру птахи, як, наприклад, голуби, шпаки, качки та інші водні і навколоводні види, рідше невеликі ссавці. Статева зрілість сапсана наступає у віці двох років, пари зберігаються протягом усього життя. Гніздиться птах на скелястих кручах, верхівках завалів, рідше на болотній купині і мочарях, або на кам'яних будівлях — дахах і відрогах висотних будинків, дзвіницях, мостах тощо.
Сапсан вважається рідкісним птахом. Але по закінченні Другої світової війни їх невелике число зазнало ще більшого скорочення, — особливо внаслідок застосування у народному господарстві ДДТ й інших пестицидів, які негативно впливають на ембріональний розвиток потомства. Тільки у 1970-ті роки, завдяки забороні використовувати цей отрутохімікат, а також впровадженню екологічних програм, популяція птахів у багатьох районах світу почала поволі відновлюватися. Охорона сапсана регламентується як на національному рівні — він включений до Червоної книги України як нечисленний вид (II категорія), так і на міжнародному рівні — занесений до Додатку I Конвенції СІТЕС.

## Назва
Наукову назву Falco peregrinus надав птаху англійський орнітолог Мармадюк Танстелл (англ. Marmaduke Tunstall) — саме він першим, ще в 1771 році, зробив систематичний опис сапсана в роботі Ornithologia Britannica. Латинське слово falco, що дало птаху його родову назву, є похідним від слова falx («серп») і перекладається як «подібний до серпа» — таким чином автор підкреслив форму крил сокола під час польоту. Видова назва peregrinus в перекладі з латинської означає «мандрівний» — стосується як поширення, так і способу життя цього птаха. Схожі назви збереглися в більшості сучасних європейських мов: наприклад англ. peregrine falcon, фр. faucon pèlerin, нім. Wanderfalke, італ. falco pellegrino, швед. pilgrimsfalk тощо.
В українській мові сапсана тривалий час іменували соколом — ця традиція йде ще з часів Київської Русі. Згодом назва «сокіл» отримала ширше значення й перейшла на весь рід птахів. Безпосередньо слово «сапсан» в українську мову ввійшло за посередництва російської, яка, в свою чергу, запозичила його з калмицької у другій половині 19 століття, і як український науковий термін закріпилось лише в наш час. Слід зауважити, що як за часів Київської Русі, так і понині під соколом найчастіше мають на увазі саме сапсана.

## Опис

### Зовнішній вигляд

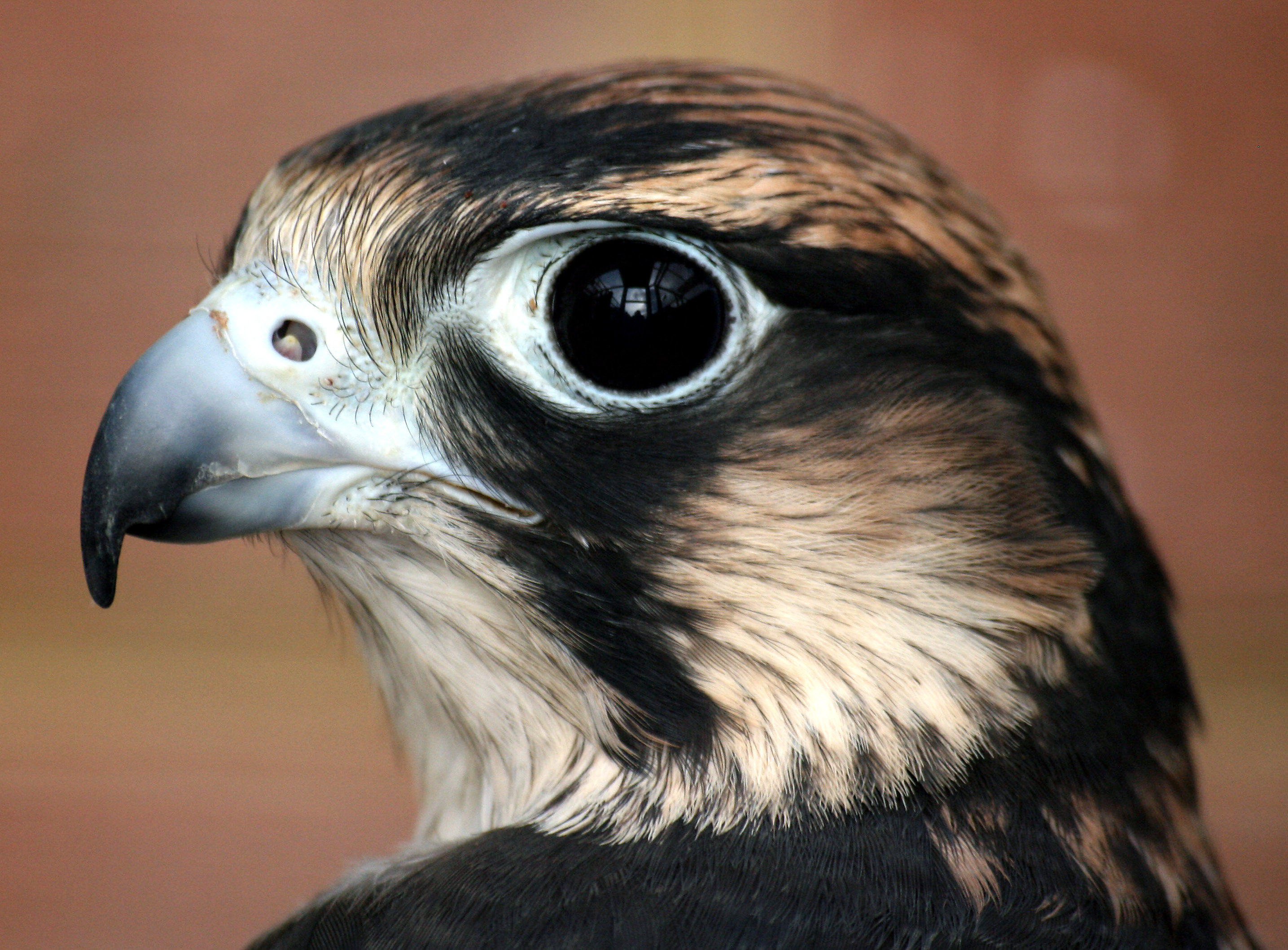
Голова сапсана

Силует сапсана в ширянні і перед пікіруванням

Сапсан — це великий сокіл: довжина його тіла становить 34-50 см, розмах крил 80-120 см. Як і в більшості решти хижих птахів, самки сапсанів є помітно більшими за самців: важать у межах 910—1500 г, тоді як самці приблизно на третину менші за розміром, а їхня вага становить 440—750 г. У забарвленні не виражений статевий диморфізм — самці і самки виглядають однаково (виняток — рідкісний підвид F. p. madens).
Загальна статура міцна, характерна для активних хижих птахів — широкі груди з твердими і опуклими м'язами, сильні пальці з гострими і круто зігнутими кігтями, короткий, подібно до серпа заломлений дзьоб. У дорослих птахів верхня частина тулуба, включаючи вузькі загострені крила і надхвістя, аспідно-сірого кольору, часто з нечіткими темними поперечними смужками (див. розділ «Підвиди»). Кінчики крил чорні.
Черевна частина зазвичай світла; залежно від району проживання вона може бути сірувато-білою, рожевою, рудуватою або вохристою, з тонкими бурими або чорними поперечними плямами на череві, боках і підхвісті. На грудях краплясті плями. Хвіст відносно довгий, вузький, на кінці заокруглений; нижня частина чорна з невеликою білою смужкою на кінці. Верхня частина голови і «вуса» (ділянка пір'я від кута дзьоба до горла) чорні, нижня частина і горло контрастно-світлі — білі або рудуваті.

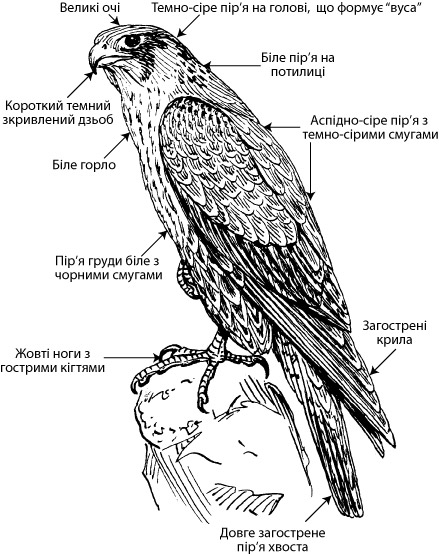
Прикметні особливості тіла сапсана

Очі великі, опуклі, темно-карі, оточені жовтуватим кільцем голої шкіри. Восковиця жовта, дзьоб і ноги чорні. На кінці наддзьоб'я є зубці, якими птахи перекушують хребет шиї своєї жертви. На нозі внутрішній палець значно коротший за зовнішній; середній палець довший за цівку.
Оперення молодих птахів є менш контрастним — верхня частина тіла бура з облямівками криючих вохристого кольору, нижня світліша і має радше подовжні плями, на відміну від поперечних смуг дорослих птахів. Восковиця блакитно-сіра, ноги жовті.
Більшість звуків, що видає сапсан, пов'язані з аспектами репродуктивної поведінки. Поза шлюбним сезоном птах зазвичай мовчазний, за винятком внутрішньо- і міжвидових зіткнень. Репертуар самок і самців подібний, мало відрізняється від інших видів сокола, але відносна частота і контекст вокалізів залежать від статі і виду. Географічних відмінностей між птахами 4 підвидів (F. p. tundrius, F. p. pealei, F. p. anatum, F. p. brookei) не спостерігалося. Вокаліз самців і самок відрізняється за частотою та спектром, зазвичай виклики самців приблизно 0,2 кГц вищі, ніж самок, містять ширший ряд частот і мають чіткішу гармонійну структуру. Чоловічі і жіночі вокалізи дозволяють ототожнення індивідуумів з точністю близько 90 %. Зареєстровані типи вокалізу такі:
Кек (англ. cack): послідовність коротких (0,15 с), гармонійних викликів із широким спектром (1-9 кГц) з інтервалами 0,1-0,2 с, нагадує жорсткий кек-кек-кек-кек-кек або к'як-к'як-к'як, часто повторюється не припиняючись. Виклик самок прагне бути швидшим, з коротшими інтервалами. Надається у випадку тривоги і асоціюється із захистом гнізда. Може зростати в швидкості та інтенсивності, проте швидкість зменшується під час атаки, коли викрик фрагментується до кее-ее-ек, кее-ее-ек. Інколи цей виклик може подаватися для спілкування і привернення уваги.
Щебет (chitter): послідовність дуже раптових (0,02 с) гармонійних викликів спектральною шириною 0-5 кГц з дуже короткими (0-0,02 с) інтервалами. Нагадує швидке чі-чі-чі-чі-чі, що повторюється циклами по 5-12 разів або безперервно до кількох секунд. Частіше всього подається самцем до або протягом спаровування; іноді подається самцями і самками у тривозі.
Іі-чіп (eechip): послідовність викликів з трьох частин змінної, але відносно довгої тривалості (0,25-0,8 с) з інтервалами 0,1-0,8 с. У найповнішій формі нагадує ку-іі-чіп, ку-іі-чіп, причому ку або іі можуть опускатися, тоді як останній склад, що містить більшу частину енергії, має гармонійну структуру і покриває найширший ряд частот (1-6 кГц), присутній завжди. Використовується представниками обох статей протягом або негайно після спаровування.
Завивання (wail): безперервний або повторний відносно довгий виклик (0,4-2,0 с), з нерегулярними інтервалами від 0,1 с до кількох хвилин. Менш галасливий і з чіткішою гармонійною структурою, ніж інші виклики, шириною 1-6 кГц, злегка підвищуюється за частотою. Має найширшу різноманітність форм серед всіх викликів. З'являється в кількох випадках: наявності їжі, при спаровуванні або при залицянні за самкою.

## Розповсюдження
Сапсан широко поширений на всіх континентах (за винятком Антарктиди), а також на багатьох островах. Будучи невибагливим до умов проживання, птах легко пристосовується як до суворого холодного клімату арктичної тундри, сягаючи 70° пн. ш. у Гренландії і 78° пн. ш. на Новій Землі, так і до спекотних тропіків Африки та Південно-Східної Азії. У цілому, в різні пори року його можна побачити практично всюди, за винятком полярних і високогірних районів, пустель і переважної більшості вологих тропічних лісів. Також сапсан зазвичай уникає широких відкритих просторів, зокрема, степів Євразії або пампасів Південної Америки. У гірській місцевості птах зустрічається на висоті до 4000 м над рівнем моря. Завдяки такому широкому ареалу сапсан вважається найрозповсюдженішим хижим птахом у світі. Єдиним великим, позбавленим криги районом, де сапсан цілком відсутній, — це Нова Зеландія. Детальний опис розповсюдження сапсана наведено в розділі «Підвиди».
В Україні в Карпатах гніздиться номінативний підвид, у Кримських горах і на берегових урвищах Кримського півострова — кавказький підвид, під час міграції і взимку на всій території трапляється тундровий підвид.

## Чисельність і причини її зміни
В Європі гніздиться 12—25 тис. пар. В Україні гніздиться близько 120—130 пар, з яких 100—110 пар в Криму. В останні десятиріччя помітно зростає кримська популяція. Зменшення чисельності у 1950—60 роках було обумовлене застосуванням ДДТ як сильнодіючого інсектициду і узаконеним нищенням хижих птахів людиною. Сучасне зростання, можливо, пов'язане з забороною застосування ДДТ і відстрілу хижаків.

### Місця гніздування

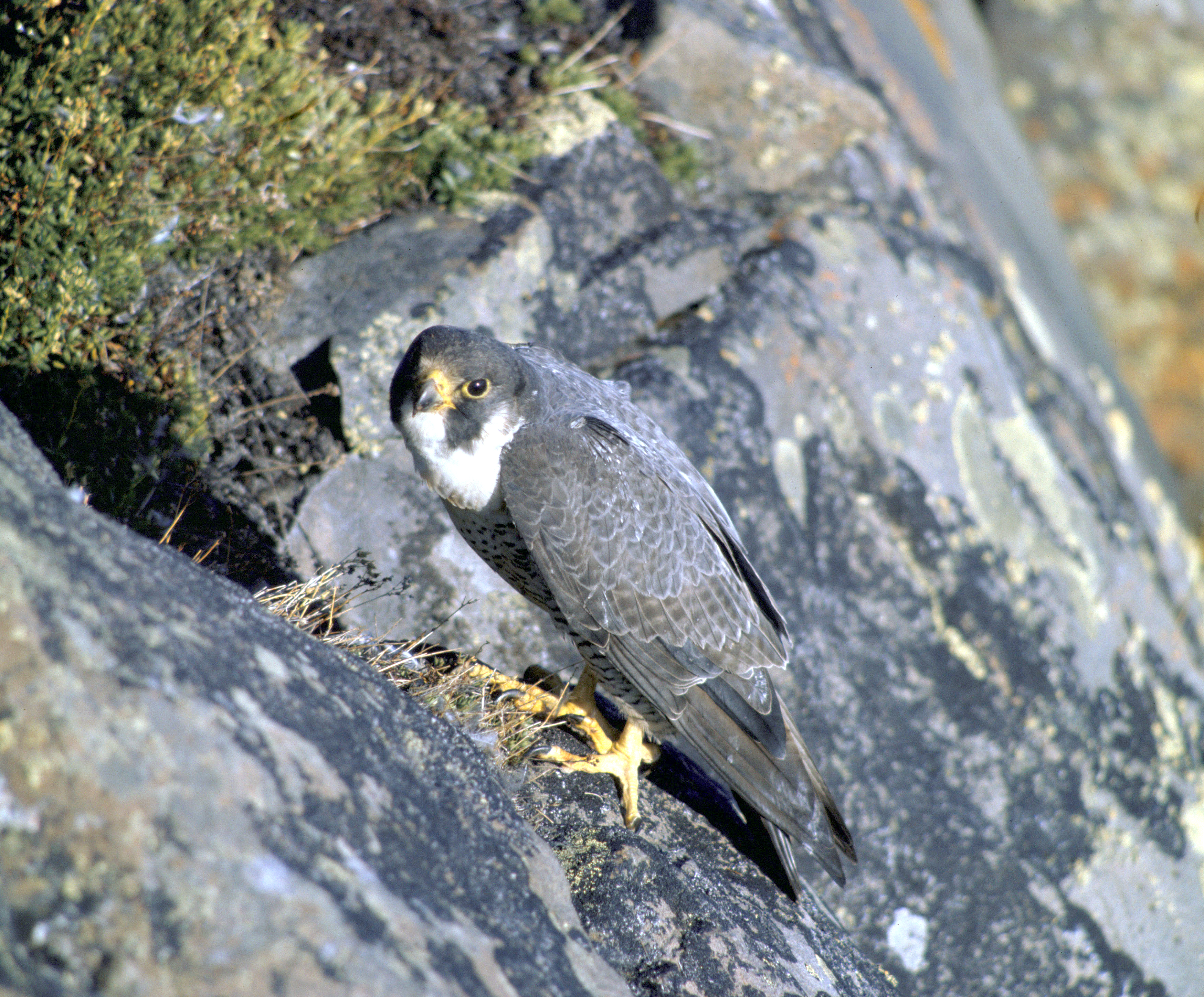
Скелі — улюблене місце гніздування сапсана

Сапсан зазвичай вибирає малодоступні для людини місця з широким горизонтом; перевагу віддає скелястим берегам різних водойм — як внутрішніх, так і зовнішніх. Найбільші популяції птахів зустрічаються в долинах гірських річок, де є оптимальні умови для гніздування. У гірській місцевості сапсан, як правило, гніздяться на скелях; у лісовій зоні часто селиться уздовж річкових круч, на мочарях або високо на деревах, де займає старі гнізда інших птахів. Незалежно від місцевості, завжди поблизу має бути водний або болотяний комплекс площею не менше 10 км². Крім того, сапсан уникає як ділянок суцільних хащів, так як і широких просторів, не зайнятих лісом.
Іноді (останніми роками рідше) сапсани вибирають для житла населені пункти, в тому числі і великі. У межах міста птахи влаштовують гнізда на дахах церков та інших кам'яних висотних будівель.
За винятком найпівнічніших популяцій, сапсани часто-густо ведуть осілий спосіб життя, або в холодну пору року переміщуються на незначну відстань. При цьому самці, що досягли статевої зрілості, за можливості тримаються поблизу гніздової території цілоріч. В умовах арктичного й субарктичного клімату птахи здійснюють довгі сезонні міграції, залітаючи при цьому нерідко на більші відстані ніж їхні сусіди — неперелітні птахи. Так, за спостереженнями орнітологів, сапсани, що гніздяться в Гренландії, взимку можуть сягати південного краю Південної Америки.

## Спосіб життя

### Розмноження

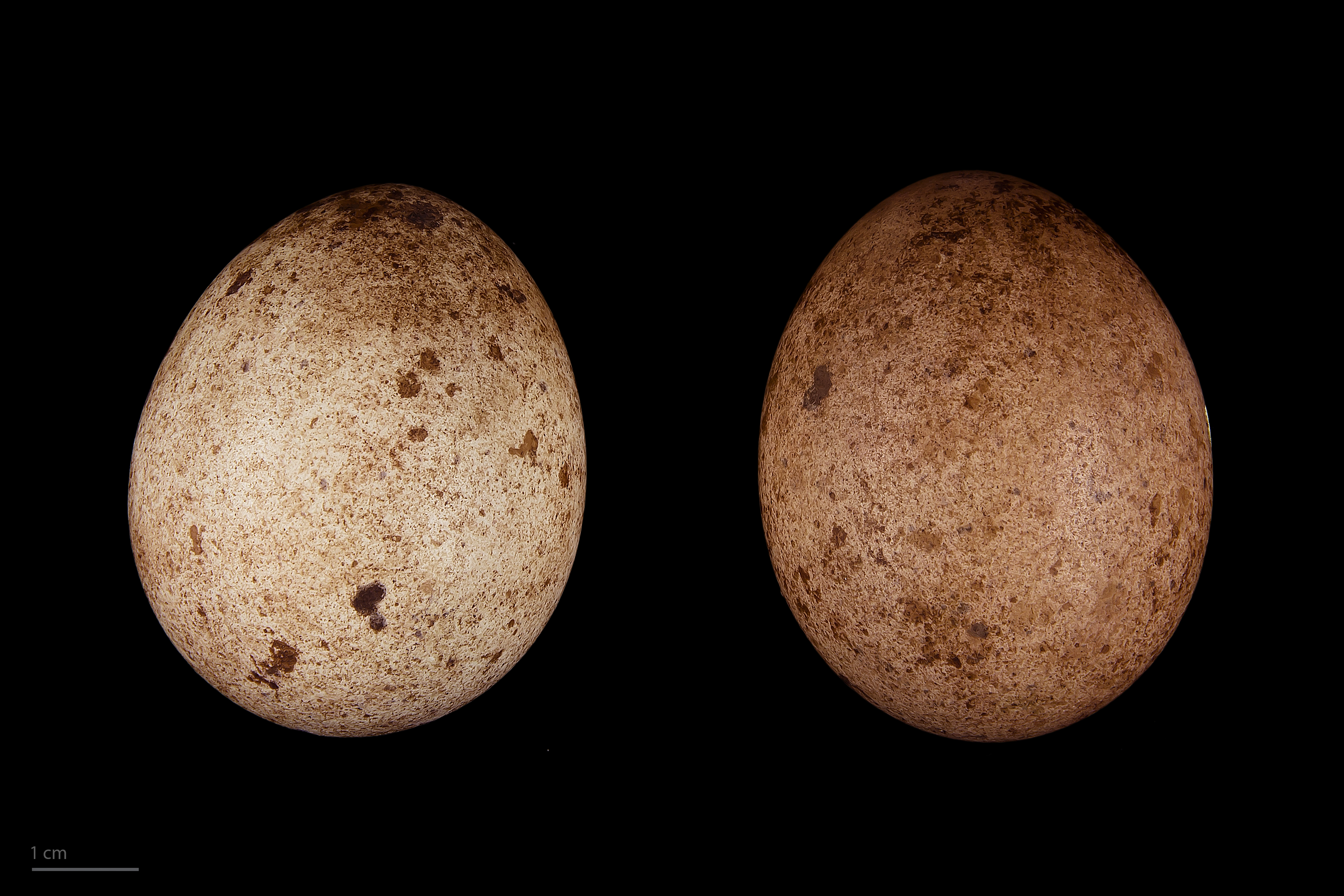
Яйця Falco peregrinus в оологічній колекції, Тулузький музей

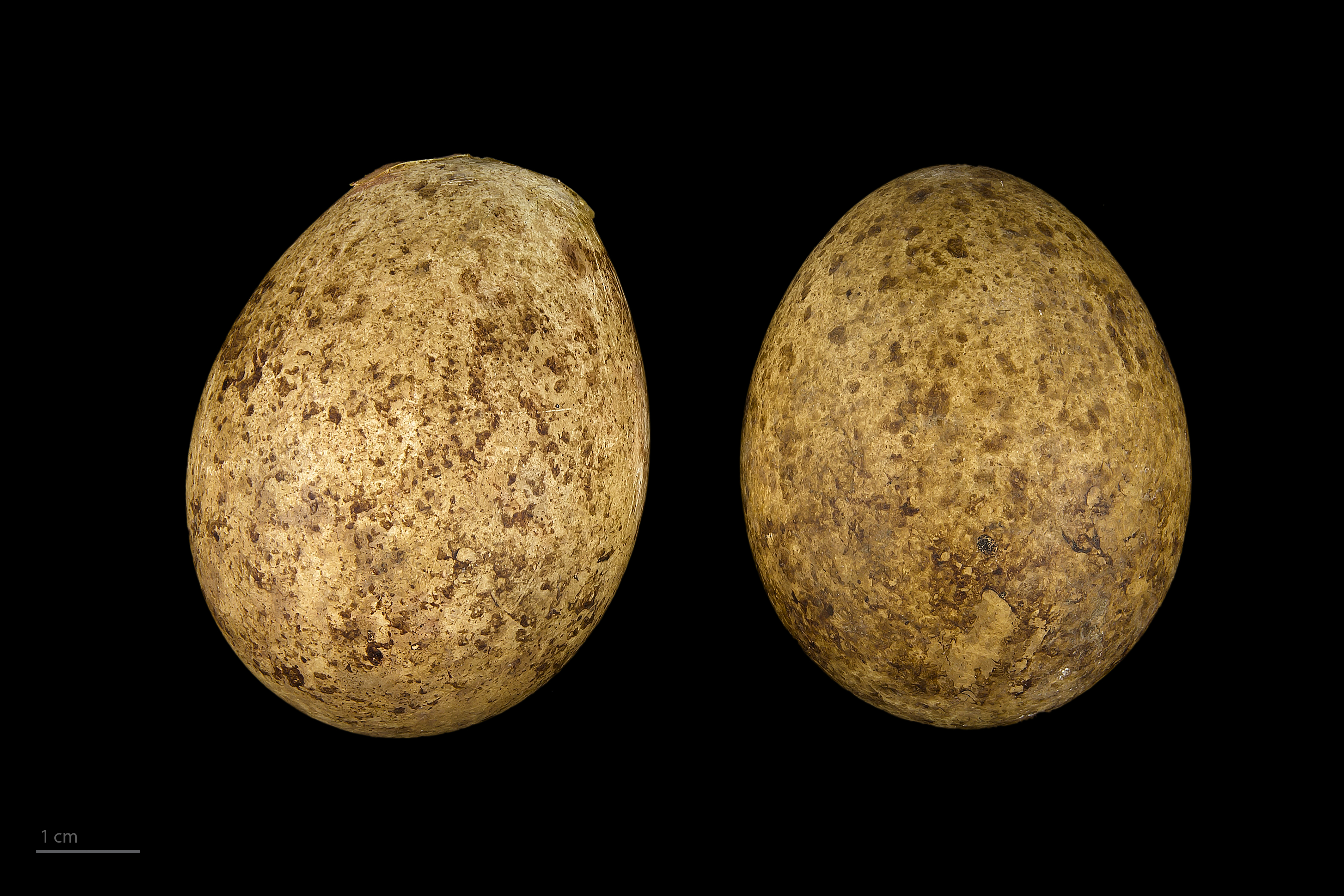
Яйце Falco peregrinus madens в оологічній колекції, Тулузький музей

Статева зрілість у самців і самок наступає вже наступного року після народження, хоча розмножуватися птахи, як правило, починають лише у віці двох або трьох років.
Сапсани моногамні; пари зберігаються протягом багатьох років. Даному виду, незалежно від способу життя, також притаманна прихильність до певної гніздової території, яка зберігається в декількох поколінь птахів протягом тривалого часу, — наприклад, на невеликому острові біля узбережжя Вельса дослідники зафіксували кам'янистий відріг, на якому постійно гніздились птахи, починаючи, принаймні, від 1243 року. Початок сезону розмноження припадає на квітень-червень; північні популяції, як правило, розмножуються пізніше.
Зазвичай першим до місця майбутнього гнізда прилітає самець; закликаючи самку, він виконує різні повітряні піруети: кружляє по спіралі, раптово пірнає або перекидається. Якщо самка врешті сідає на невеликій відстані від самця, це означає, що пару сформовано. Птахи, які сидять поруч, можуть уважно розглядати один одного, чистити своєму партнерові пір'я або обгризати кігті. Крім того, в процесі залицяння самець часто годує самку, нальоту передаючи їй спійману ним здобич. Приймаючи їжу від самця, що знаходиться згори, самка в повітрі перевертається догори ногами. У гніздовий період сапсани ретельно боронять свою територію та дуже агресивно налаштовані проти прибульців. Відстань між сусідніми гніздами майже ніколи не менше 1 км, навіть у районах з великою щільністю популяцій, складаючи зазвичай 2-6 км. Така територія, включно з водними просторами, необхідна птахам для забезпечення нормальної життєдіяльності в період розмноження (перш за все, для годівлі). Всередині однієї гніздової території пара може мати до семи місць, придатних для відкладення яєць, які використовує почергово протягом кількох сезонів.
Сапсани активно боронять свою територію: при вторгненні у неї здатні напасти на порушника, навіть на більшого розміром пернатого хижака, наприклад, орла чи крука. При наближенні людини, птахи починають проявляти неспокій вже на відстані 200—300 м від гнізда, подаючи тривожні голосові сигнали. На ближчій відстані спочатку самець, а потім і самка з гучними криками кружляють над людиною, іноді сідаючи поблизу на короткий час.
Розташування гнізда залежить від навколишнього ландшафту, проте в будь-якому випадку вимагає відкритого простору для підльоту і наявність поблизу водойми. У скелястій місцевості гніздо зазвичай влаштовується в кам'янистому міжгір'ї або на відрогу вгорі схилу на висоті 20-80 м від землі. У тундрі сапсани гніздяться переважно на кручах або пагорбах біля водойм. На мочарах гніздо може міститися просто на купині на незначному узвишші. В деяких регіонах, наприклад в Австралії або на північно-західному узбережжі Північної Америки, гнізда часто влаштовуються у великих дуплах дерев.

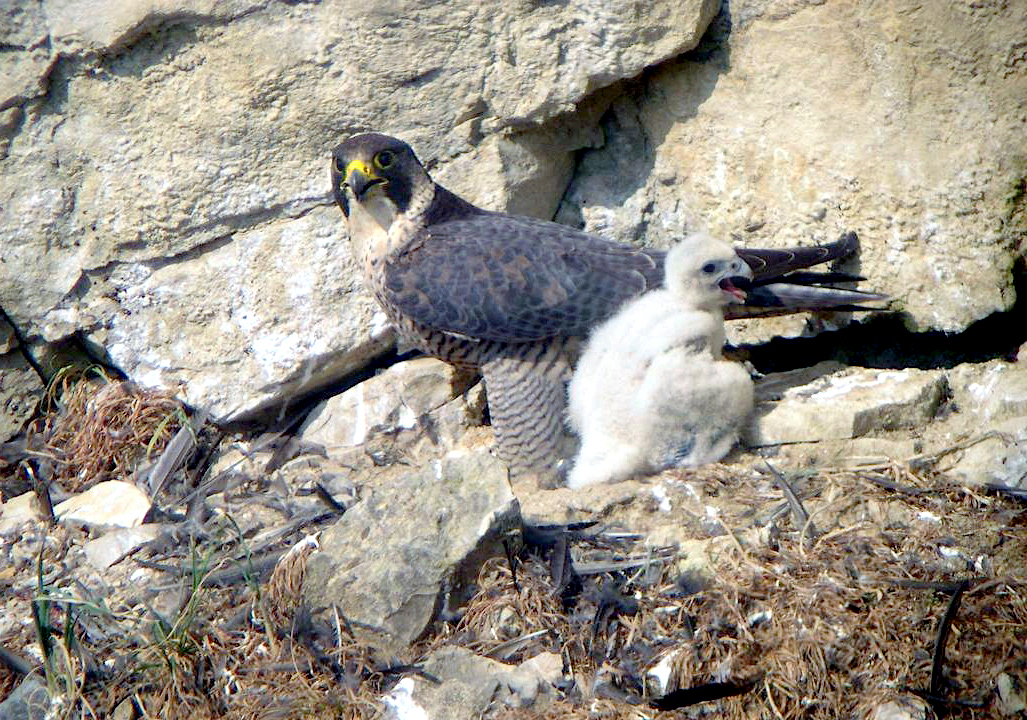
Дорослий птах з молодим пташеням у гнізді.

В окремих випадках сапсани займають старі гнізда інших хижих птахів на деревах — крука, канюка, яструба-тетерев'ятника, шуліки, скопи та інших. Зрідка за місце під гніздо сапсану правлять ніші (виїмки) у кам'яних будівлях в населених пунктах, що нагадують птахам скелясті виступи — карнизи високих будівель, мости, дзвіниці, заводські труби і т. ін.. За можливості викопується невелика ямка в ґрунті завглибшки 1-3 см і діаметром 20-30 см, або розчищається невелика ділянка. Устилка, як така, відсутня, проте при багаторазовому використанні в гнізді можуть залишатися кістки або пір'я. Однією з визначних особливостей сапсана є велика кількість решток кісток жертв навколо гнізда, що скупчуються протягом тривалих років, а також рясні сліди посліду пташенят.
Яйця відкладаються один раз на рік, в другій половині квітня — початку травня. У випадку, якщо первинну кладку з якоїсь причини втрачено, самка здатна відкласти яйця вдруге. Зазвичай самка відкладає 3 яйця (рідше — від двох до п'яти), по одному яйцю раз на дві доби. Яйця яскраво забарвлені — мають бурий або червонуватий кольори з плямами і цятками темніших червонувато-бурих відтінків. Розмір яєць (51-52) х (41-42) мм. Період інкубації становить 33-35 діб; висиджують яйця обоє батьків, проте самка перебуває в гнізді більшу частину часу. Пташенята, які щойно вилупилися з яєць, вкриті брудним білим пухом, мають непропорційно великі ноги і спершу є цілком безпорадними. В той час як самка обігріває і годує пташенят, самець переважно здобуває їжу. Кормова територія в період розмноження зазвичай сягає 19—24 кілометрів в окружності від гнізда. Перший політ пташенята здійснюють у віці 35-45 днів, проте ще декілька тижнів по тому залишаються залежними від батьків, перш ніж навчаться самостійно здобувати собі корм.

### Живлення

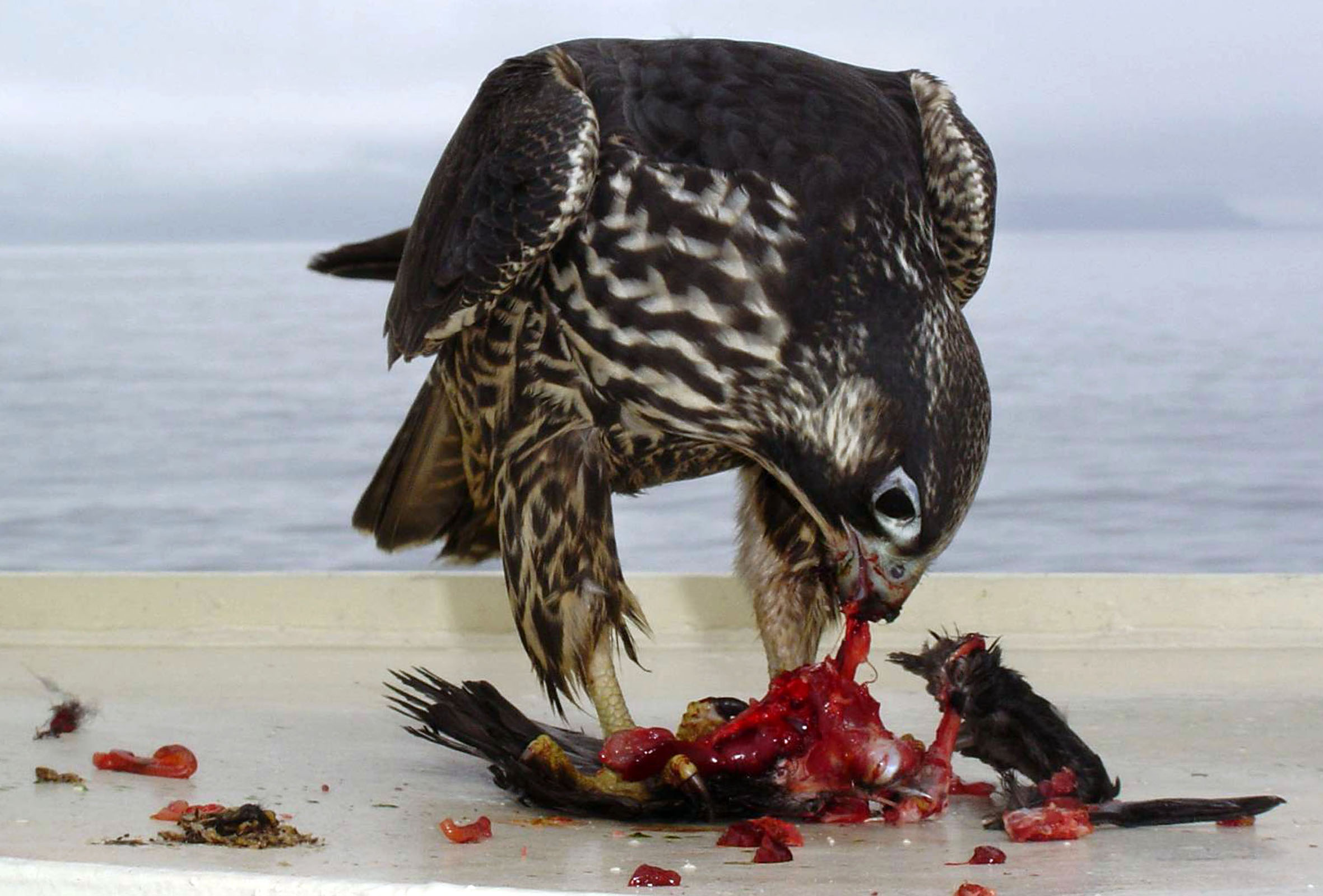
Сапсан, що поїдає здобич

Сапсан живиться майже виключно середніми за розмірами й дрібними птахами: горобцями, дроздами, шпаками, голубами, качками тощо. Прихильності до полювання певних видів загалом немає — раціон варіює залежно від доступності здобичі в даній місцевості. Окрім птахів, сапсан зрідка полює на деяких невеликих ссавців, зокрема на кажанів, вивірок і зайців, а також на земноводних та комах. Найактивніші птахи вранці і ввечері. За дуже рідкісних випадків, здобич ловиться на льоту чи на підльоті; при цьому птахи часто полюють парою, почергово пікіруючи за жертвою. Сапсан вичікує в засідці на високому відрогу або пролітає низько над землею, полохаючи потенційну жертву. Визначившись в повітрі зі здобиччю, він швидко набирає висоту і, склавши крила, різко, майже прямокутно, падає вниз, прагнучи лапами зачепити її. За оцінками деяких фахівців, під час пікірування швидкість польоту птаха може досягати 322 км/год, або 90 м/с, що дозволяє назвати сапсана найшвидшим живим організмом у світі, хоча прямі вимірювання швидкості кількох птахів, проведені іншими дослідниками, не показали значень, вищих за 140 км/год. Удар сапсана при нападі може бути настільки сильним, що жертві може відірвати голову, або в неї буде розпатраний вздовж тулуб, хоча зазвичай, під час нападу на птаха, сапсан намагається лише ушкодити одне з його крил, задля зменшення ударного ефекту на власне тіло. Зі здобутим кормом птахи завжди здіймаються угору, де влаштовують трапезу. На відміну від багатьох інших хижаків, сапсани залишають цілими голову, крила і ноги своєї жертви.

## Класифікація

### Еволюція і систематичне положення
Сапсан належить до роду соколів родини соколових; його найбільш близькими родичами вважаються кречет (Falco rusticolus), балабан (Falco cherrug), лаггар (Falco jugger), середземноморський (Falco biarmicus) і мексиканський (Falco mexicanus) соколи, яких часто об'єднують в одну групу. Вчені вважають, що еволюційні відмінності цих птахів від решти представників роду почали проявлятися за пізнього міоцену або за раннього пліоцену, приблизно 5-8 млн. років тому. Оскільки група включає види як Старого, так і Нового Світу, то вважають, що найімовірніше осередком формування розбіжностей стала Європа або Африка. Взаємовідношення цієї групи з рештою соколів досі остаточно не з'ясовано; одним з чинників, що утруднює наукові дослідження, є значно поширена гібридизація між різними видами. Зокрема, при розведенні у вольєрах популярним є схрещування сапсана і середземноморського сокола — їхнє спільне потомство володіє характерними рисами обох видів: мисливською вправністю першого і витривалістю другого.

### Підвиди

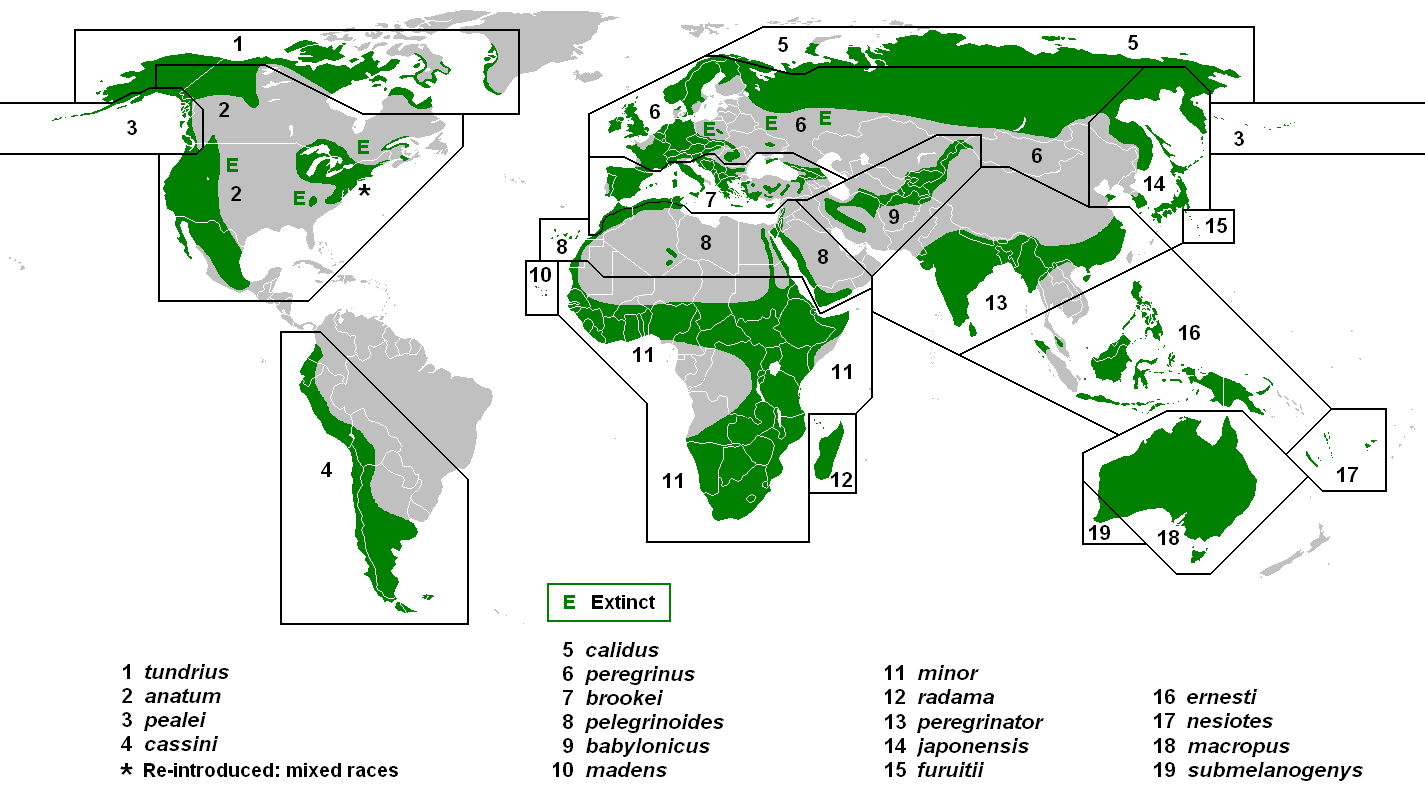
Гніздовий ареал підвидів сапсана

За період спостережень різними авторами було описано велику кількість підвидів сапсана, залежно від розміру і особливостей забарвлення, проте дотепер лише деякі з них визнані більшістю спеціалістів. Одним з найповніших сучасних орнітологічних каталогів є «Керівництво по птахам світу» (англ. Handbook of Birds of the World), який містить описи 19 підвидів цього птаху.
- Falco peregrinus peregrinus Tunstall, 1771

Номінативний (типовий) підвид, гніздиться в помірному поясі Євразії в проміжку між тундрою на півночі і межею степової зони, узбережжям Середземного моря і Піренейськими горами на півдні. На більшій частині Європи (за винятком Скандинавії і півночі Європейської частини Росії) веде осілий спосіб життя; на решті території велика частина птахів в зимовий час відкочовує на південь. Вага самців 580—750 г, самок :925—1300 г. Включає підвиди brevirostris, germanicus, rhenanus і riphaeus.
- Falco peregrinus calidus Latham, 179

тундровий, або білощокий сокіл (раніше описувався як Falco peregrinus leucogenys) гніздиться в тундровій смузі Євразії, включаючи арктичне узбережжя, на островах Північного Льодовитого океану і північній частині лісової зони уздовж річкових долин. Західна межа ареалу обмежена Кольським півостровом, східна приблизно басейнами річок Яна і Індигірка в Східному Сибіру. Це перелітний птах, що взимку мігрує в райони на південь від східного узбережжя Середземного моря, Чорного і Каспійського морів, Середньої Азії і досягає районів Субсахарської Африки. У порівнянні з номінативним підвидом, має світліше й блідіше забарвлення, особливо в області голови, характеризується відсутністю рудих тонів. Вага самців 588—740 г, самок 925—1333 г. Включає підвид caeruleiceps. Ненці і народи Західного Сибіру називають цього птаха «ханавей», якути — «мок-сокол», народи Середньої Азії — «бахрін» або «бахарін».

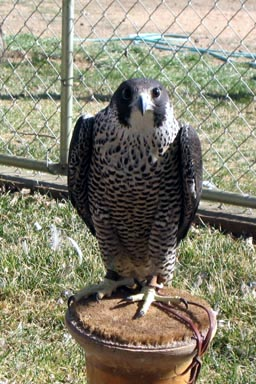
Алеутський сокіл (F. p. pealei)

- Falco peregrinus japonensis Gmelin, 1788

Включаючає kleinschmidti, pleskei і harterti; поширений на північному сході Сибіру, Камчатки і Японських островах, ймовірно є проміжною формою між peregrinus і calidus. На узбережжі Тихого океану цей підвид, можливо, змішується з іншим підвидом pealei. Популяції Східної Азії перелітні, на островах осілі. У гніздовому наряді має зовнішню схожість з peregrinus, проте молоді птахи помітно темніші (і темніші, ніж anatum).
- Falco peregrinus brookei Sharpe, 1873

Іноді називають «мальтійським соколом» завдяки однойменній новелі американського письменника Дешіла Хеммета: коли в 1530 році імператор Священної Римської Імперії Карл V передав острів Мальту Мальтійському ордену, він зобов'язав представників останнього щорічно посилати йому одного мисливського птаха як феодальну повинність. Область розповсюдження цього птаха — Середземномор'я, Піренейський півострів, Північно-Західна Африка, Мала Азія, Кавказ і південний берег Криму. Також включає кавказького сокола (F. p. caucasicus) і велику частину особин передбачуваної раси punicus (деякі автори відносять її до pelegrinoides або вважають рідкісним гібридом між brookei і pelegrinoides). Це осілий підвид. Він менше номінатівного підвиду, на череві має рудий відтінок. Вага самців біля 445 г, самок до 920 г.

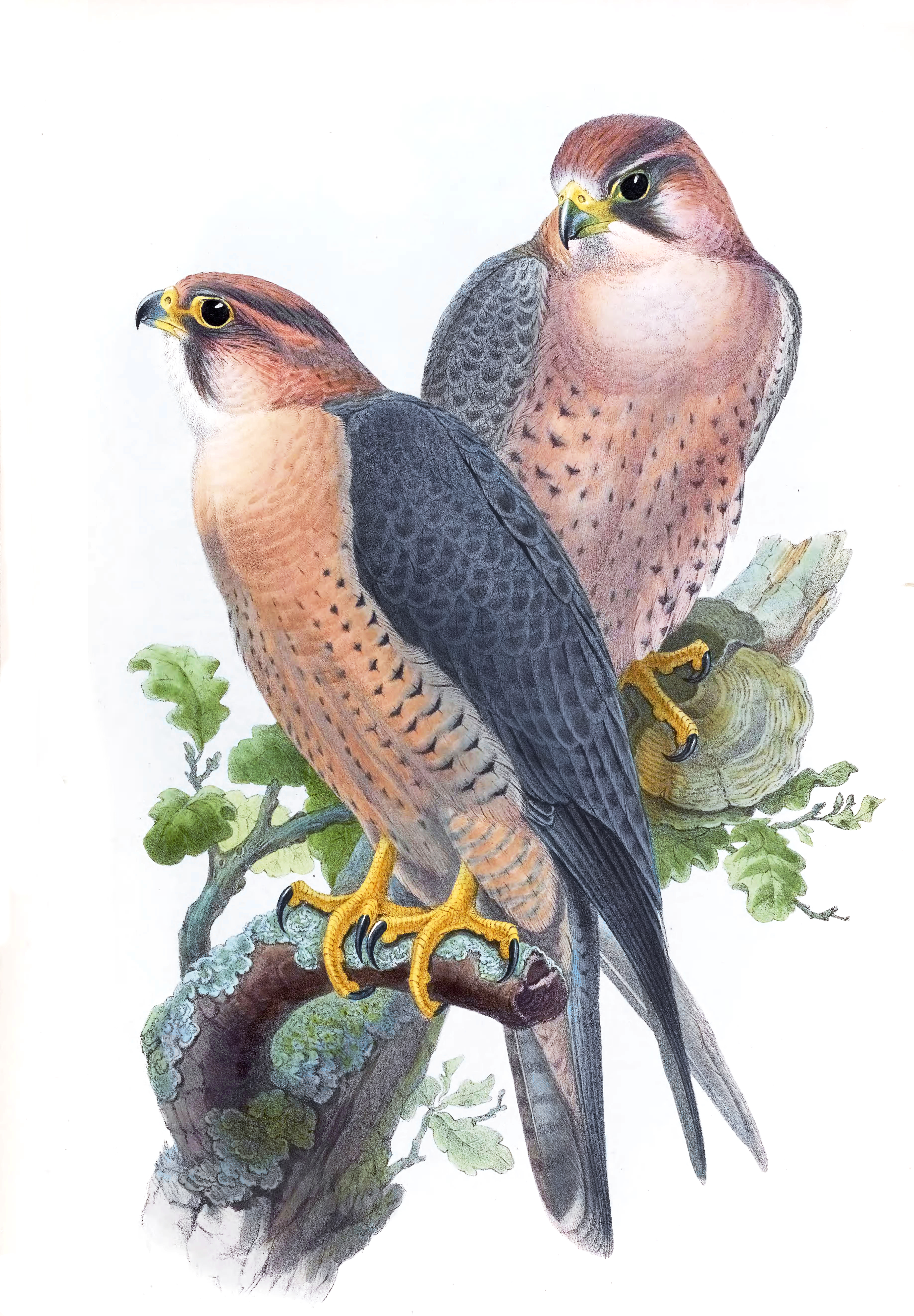
Підвид Falco peregrinus babylonicus

- Falco peregrinus pelegrinoides Temminck, 1829

Поширений на Канарських островах, в Північній Африці і на Близькому Сході до Межиріччя. Має схожість з brookei, проте помітно світліше у верхній частині, має рудувату шию і піщаного кольору черево з ледь помітними смугами. Менше номінатівного підвиду. Вага самок близько 610 г. Підвид Falco peregrinus babylonicus P.L. Sclater, 1861 водиться на сході Ірану, в горах Гіндукуш, Тяньшані і Алтаї. Зовні нагадує дрібного ланнера (Falco biarmicus). Вага самців 330—400 г, самок 513—765 г.
- Falco peregrinus peregrinator Sundevall, 1837

Раніше відомий як Falco atriceps і Falco shaheen. Мешканець Південної Азії — Пакистану, Індії, Шрі-Ланки і Південно-Східного Китаю. Осілий підвид. Невеликого розміру, темніших тонів. Має руде з світлими смугами оперення в черевній частині тіла. У Шрі-Ланці ці птахи віддають перевагу високим пагорбам в центральній частині острова, тоді як сапсани підвиду calidus, що прилітають на зиму, зазвичай селяться вздовж узбережжя.
- Falco peregrinus madens Ripley & Watson, 1963

З Островів Зеленого мису. Виділяється від решти сапсанів тим, що у нього виражений статевий диморфізм у забарвленні: у самців є рудуваті плями на голові, потилиці, вухах і спині, і виразні рожевий-бурі плями на череві; у самок виразно виражений бурий відтінок по всьому тілу, особливо на голові і потилиці. Птахи цього підвиду знаходяться на межі зникнення — відомо, що лише 6-8 пар живуть досі.

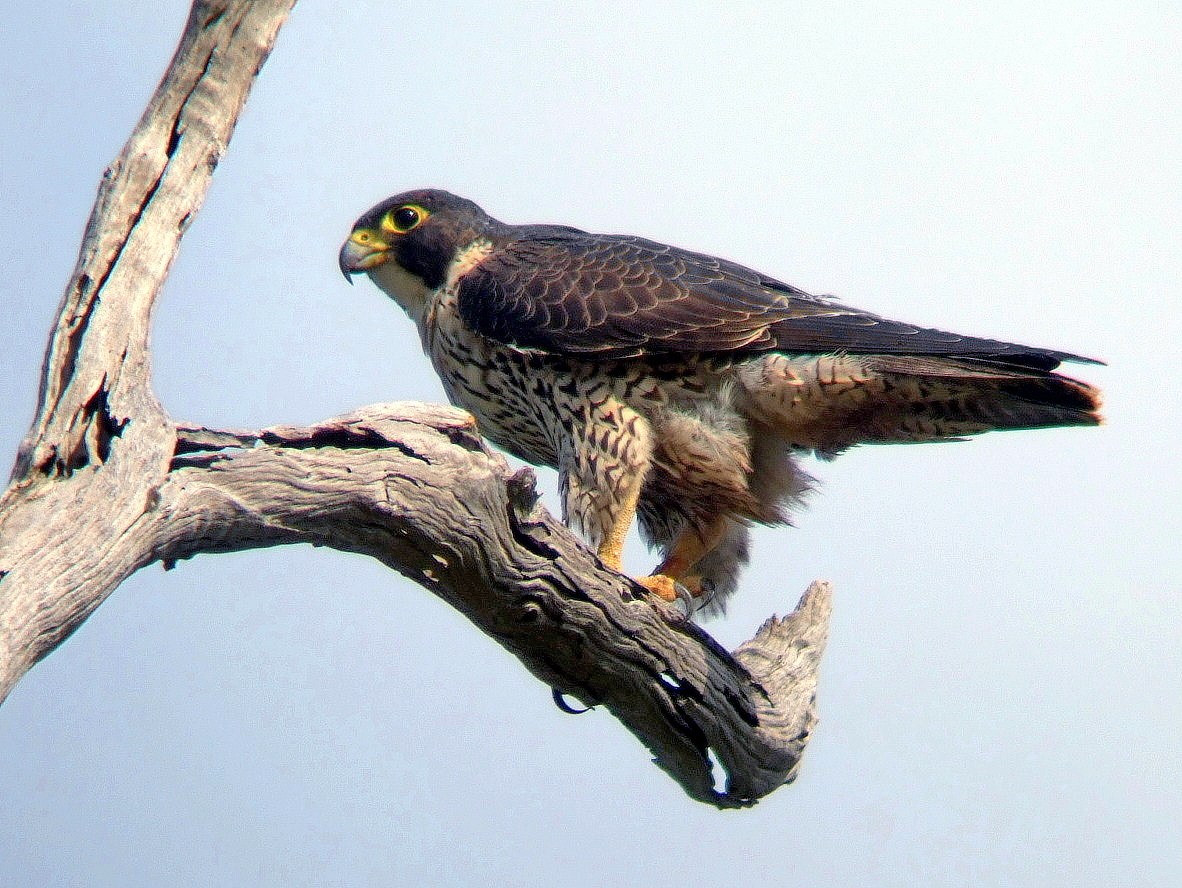
Підвид Falco peregrinus macropus

- Falco peregrinus minor Bonaparte, 1850

Раніше Falco peregrinus perconfusus) поширений головним чином в Південній Африці, а також фрагментарно на решті частини континенту південніше Сахари. Осілий підвид. Відрізняється невеликими розмірами і темним оперенням. Ареал ще одного африканського осілого підвиду Falco peregrinus radama Hartlaub, 1861 — Мадагаскар і Коморські острови.
- Falco peregrinus macropus Swainson, 1837

Мешкає виключно в Австралії — на більшій частині материка, за винятком південного заходу. Веде осілий спосіб життя. Зовні нагадує підвид brookei, але порівняно з ним дещо менший за розмірами і має чорну ділянку пір'я в районі вух. Ще один австралійський підвид — Falco peregrinus submelanogenys Mathews, 1912 — мешканець південно-західної частини материка.
- Falco peregrinus ernesti Sharpe, 1894

Мешкає на островах Тихого океану на південь від Індонезії і Філіппін і на північ від Нової Гвінеї і архіпелага Бісмарка. Межа гніздовання цього птаха і підвиду nesiotes знаходиться під питанням. Осілий підвид. Виділяється дуже темними виразними смугами на череві і чорним пір'ям в районі вух. Підвид Falco peregrinus furuitii Momiyama, 1927 населяє Бонінські острови і Острови Іцу в (Японії). Веде осілий спосіб життя. Дуже рідкісний птах. Оперення темне — нагадує pealei, але дещо темніше, особливо на хвості. Підвид Falco peregrinus nesiotes Mayr, 1941 мешкає на островах Фіджі, а також можливо на Вануату і в Новій Каледонії. Осілий підвид.
- Falco peregrinus anatum Bonaparte, 1838

Раніше був включений до leucogenys, був колись широко поширений в Північній Америці від тундри на півночі до пустель на півдні, проте в наш час[коли?] мешкає лише в районі Скелястих гір на заході материка. Орнітологи намагаються відновити колишню чисельність і розширити ареал птаха, реінтродукувавши його в інші райони континенту. Більшість сапсанів, що досягли статевої зрілості, за винятком північної популяції, осілі. Випадкові зальоти до Західної Європи, ймовірно, здійснюються північнішим і виключно перелітним підвидом tundrius. Falco peregrinus anatum зовні нагадує номінатівний підвид, але трохи менший. Дорослі птахи в цілому світліші і в черевній частині менш строкаті, а молоді темніші і мають яскраво виражену смугастість. Вага самців 500—570 г, самок 900—960 г.
- Falco peregrinus pealei Ridgway, 1873

Алеутський, або чорний сокіл — зустрічається на тихоокеанському узбережжі Північної Америки — в Британській Колумбії на північ від затоки Пьюджет-Саунд, островах Королеви Шарлоти, уподовж затоки Аляска, Алеутських островах і російському узбережжі Берингового моря. Можливо, його також можна виявити на Камчатці і Курильських островах. Немігруючий птах. Це найкрупніший підвид; зовні він нагадує дуже великого і темнішого tundrius, або крупного anatum з яскраво-вираженими смугами на череві. Дзьоб дуже широкий. У молодих птахів верхня частина голови зрідка буває світлою.
- Falco peregrinus tundrius White, 1968

Раніше включений до leucogenys, мешкає в арктичній тундрі Північної Америки і в Гренландії. Перелітний птах, у зимовий час переміщається до Центральної і Південної Америки. Відомі випадку зальоти цього птаха до Західної Європи. Порівняно з anatum менший за розміром і світліший. У більшості птахів лоб і район вух чисто білі, тоді як верхня частина голови і «вуса» контрастно-темні. Молоді птахи в порівнянні з calidus швидше бурі, ніж сірі, а на відміну від anatum світліші, іноді майже піщаного кольору.
- Falco peregrinus cassini Sharpe, 1873

Мешкає в Південній Америці — Еквадорі, Болівії, Перу, Аргентині, Чилі до Вогняної Землі і на Фолклендських островах. Включає також kreyenborgi — знебарвлену форму (leucism — явище часткової або повної відсутності пігментації, проте на відміну від альбіносів очі цей процес не зачіпає), що мешкає на південному краю материка і довгий час вважався вимерлим підвидом. Має схожість з peregrinus, але дещо менший і має ділянку чорного пір'я на вухах. Форма kreyenborgi має сіру верхню частину тіла, слабку смугастість  на нижній і оперення голови, як у балабана, за винятком білої плями в районі вух.

## Сапсан і людина

### Екологія й охорона

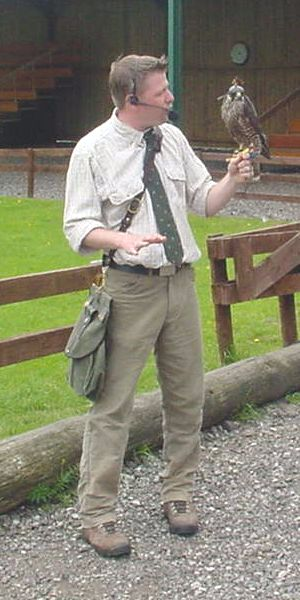
Навчання птаха

Сапсан у всі часи залишався рідкісним птахом, незважаючи на свою пристосовність до різних ландшафтів і кліматичних умов. У наш час[коли?] популяція птахів в цілому визнається стабільною, хоча в окремих регіонах може спостерігатися коливання чисельності або зникнення з колишніх місць проживання. Серйозні загрози збереження цього виду виникли в другій половині 20 століття, з початком масового використання хлорорганічних пестицидів (зокрема ДДТ) в сільському господарстві. Небезпечні речовини накопичувалися в організмі птахів і перешкоджали ембріональному розвитку потомства (різко скоротилася вилуплюваність пташенят). З кінця 1940-х до середини 1960-х років тільки в США сапсани повністю зникли в східній частині країни, а на заході їх чисельність впала на 80-90 %. Аналогічна ситуація виникла і в Західній Європі, де на значній території вони перестали траплятися. Тільки у 1970-ті роки, після законодавчої заборони на використання особливо небезпечних отрутохімікатів і впровадження екологічних програм, популяція сапсанів у світі почала поволі відновлюватися.
Окрім використання отрутохімікатів, несприятливими чинниками, що впливають на чисельність, також є зростаюча конкуренція з соколом-балабаном, нестача придатних для гніздування місць, культурна зміна ландшафтів і браконьєрство. Певної шкоди можуть заподіяти природні хижаки, що руйнують гнізда, — пугачі, лисиці, куниці та інші. Сапсани уживаються поряд з житлом людини, проте чутливі до надмірного турбування з боку людей.
На міжнародному масштабі сапсан включений до Додатку 1 Конвенції СІТЕС (заборона на торгівлю), Додатку 2 Боннської Конвенції, Додатку 2 Бернської Конвенції, а також охороняється рядом двосторонніх угод. У США, Канаді і Німеччині розроблені програми вирощування молодника у вольєрах з подальшим впровадженням в умови дикої природи. У період утримання в неволі, щоб уникнути звикання пташенят, контакт з людиною значною мірою обмежений — наприклад, штучне годування відбувається з рукавичок у вигляді голови дорослого сапсана.
Згідно з МСОП, зараз сапсани мешкають на території близько 10 млн км² території планети, а їх популяція (до 100 тис. особин), незважаючи на загрози, залишається стабільною. Проте, залишається загроза для деяких підвидів цього птаха у регіональному масштабі. Так, наприклад, у Криму залишилося лише кілька десятків пар сапсанів підвиду F. p. brookei плюс невелика кількість перелітних птахів підвиду calidus.

### Сапсан у світовій історії та культурі

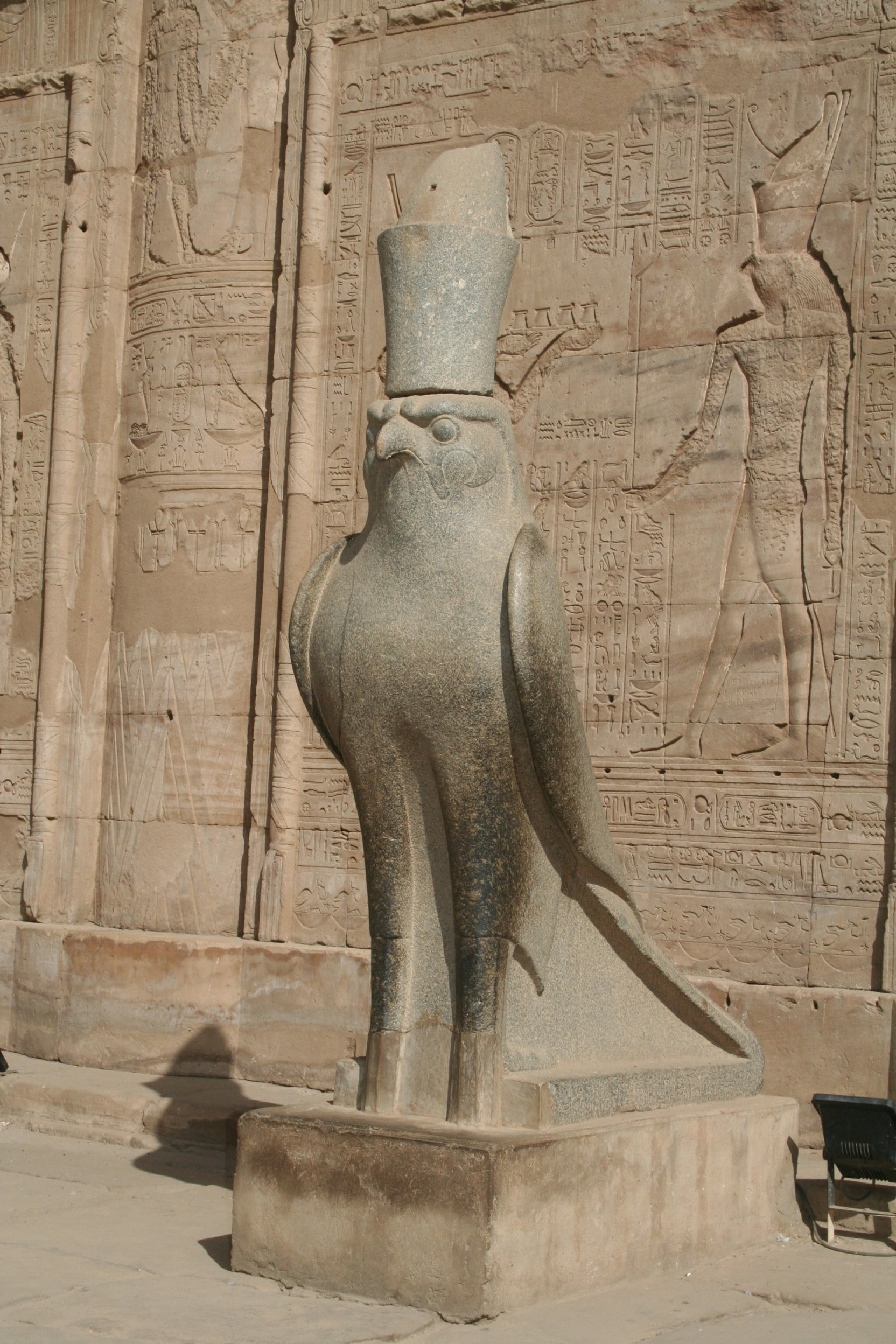
Єгипетський бог Гор

Сокіл-сапсан здавна присутній в культурі народів світу.
Образ сокола наявний в міфологічних уявленнях багатьох народів світу. Зокрема, у єгипетській міфології бог неба і сонця Гор зображався у вигляді людини з соколиною головою або як сонячний диск з крилами сокола. В індійській міфології в одному з сюжетів боги Індра й Агні, бажаючи випробувати сумлінність Ушінари обертаються відповідно на сокола, що женеться, та голуба, який рятується від соколиних пазурів в Ушінари, і той, рятуючи птаха, відтинає шматки свої плоті, — задоволені божества дарують герою вічну славу (Махабхарата).
В Західній Європі перша писемна згадка про сапсана як про окремого птаха датується аж 15 століттям, коли побачив світ англійський рукопис «Boke of St. Albans», що містить правила полювання з хижими птахами.
З сапсанами пов'язана низка західноєвропейських традицій. Зокрема, в 1405 році король Англії Генріх IV передав острів Мен в довічне володіння серові Джону Стенлі (John Stanley) в обмін на зобов'язання подарувати йому двох сапсанів на коронацію й дарувати по два птахи всім наступним англійським монархам. Ця традиція зберігалася аж до 1821 року, коли був коронований король Георг IV, й відбилася на лівій частині герба острова Мен. А 1530 році імператор Священної Римської Імперії Карл V при передачі острова Мальта лицарському ордену Госпітальєрів (Мальтійському ордену) також зобов'язав тих щороку присилати йому по одному сапсану як феодальну повинність. У 30-х роках XX століття цей історичний епізод використав у своєму творі «Мальтійський сокіл» англійський письменник Дешіл Хеммет.
Взагалі більшість свідчень про сапсанів (і соколів загалом), і в європейських, і в східних, і в давньоруській культурах, стосуються саме соколиного полювання.

### Соколине полювання
Основна стаття: Соколине полювання
Полювання з використанням соколів або інших ловецьких птахів було відоме ще за глибокої давнини — найдавніше документальне свідчення знайдено під час розкопок ассирійської фортеці Дур-Шаррукін, вотчині царя Саргона II (722—705 роки до н. е.), де на кам'яному барельєфі зображені двоє мисливців, один з яких запускає птаха в повітря, а другий ловить його.

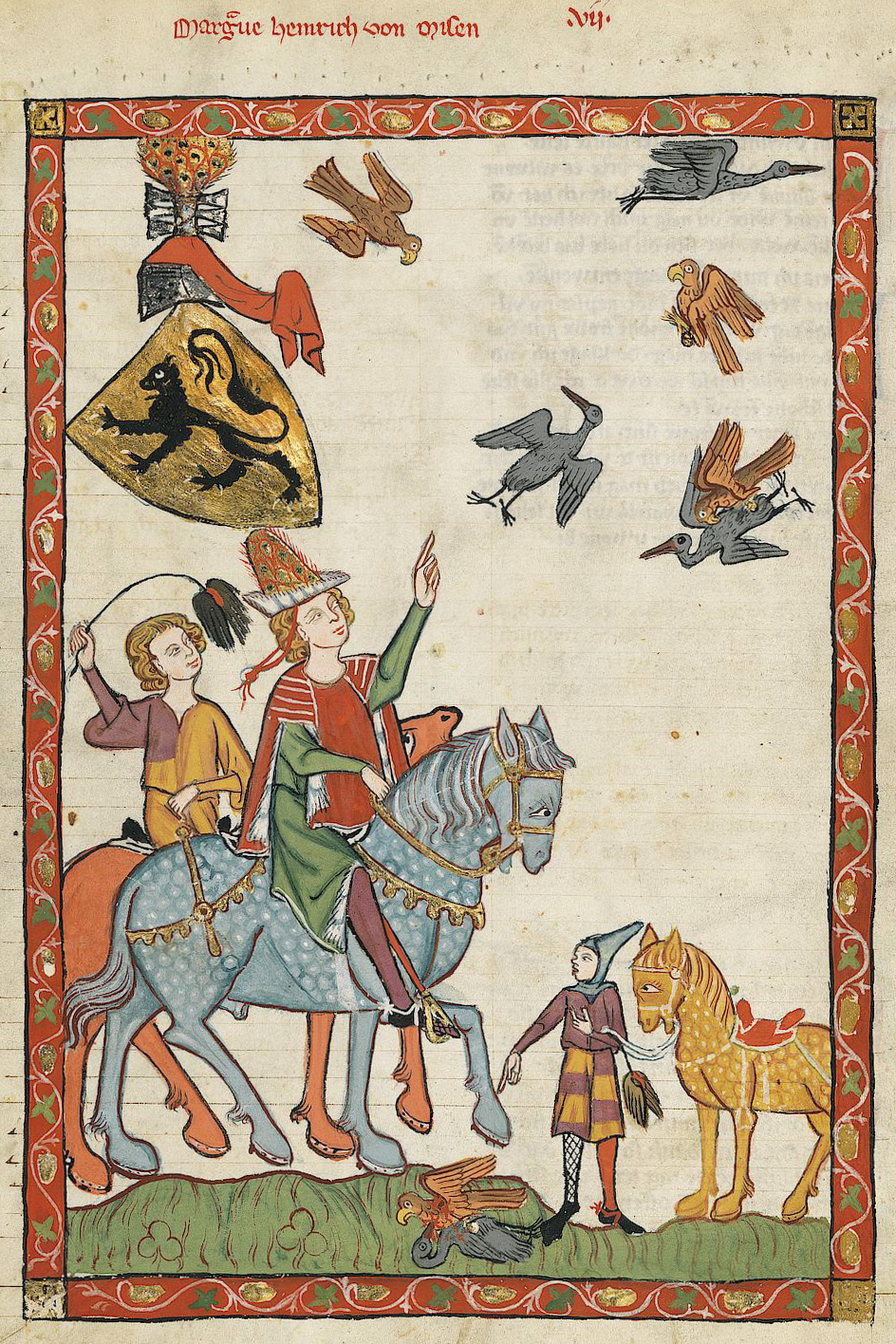
Соколині лови. Мініатюра з Манесського кодексу.

Таким чином, вже до нашої ери соколине полювання було широко відоме в тогочасному світі — у монгольських кочівників, китайських імператорів, на Корейскому півострові, в Індокитаї, Персії і на Близькому Сході.
У країнах Західної Європи полювання з використанням ловецьких птахів залишалося невідомим або непопулярноим до III століття; принаймні, про нього не згадується ані в римських, ні в давньогрецьких джерелах, попри те, що починаючи з І століття відбувалася масова міграція народів Центральної Азії (зокрема унаслідок завоювань вождя гуннів Аттіли) до Середземномор'я, бурхливо розвивалася торгівля, а Александр Македонський здійснював походи на Близький Схід, Персію й Індію. Лише в 1274 році імператор Священної Римської Імперії Фрідріх II Гогенштауфен написав трактат «De Arte Venandi cum Avibus» («Мистецтво полювання з птахами»), в якій описує правила соколиної охоти. У Середньовіччі, не зважаючи на свою популярність в багатьох країнах Європи, соколине полювання через законодавчі обмеження залишалася розвагою лише вищого стану: наприклад, в англійському трактаті «Boke of St. Albans» (1486 року) стверджується, що мати сапсана може лише принц або герцог.
На території сучасної України, у Київській Русі, соколине полювання стало популярним десь на рубежі 8-9 століть, ймовірно завдяки тюркомовним кочівникам, що населяли територію Дикого Степу. У 10 столітті київський князь Олег влаштував у себе на подвір'ї соколиний двір, де займався розведенням птахів для полювання.
Є відомості про пишні соколині лови в Московії часів Олексія Михайловича у XVII столітті, коли в т.зв. потішних дворах в підмосковних селах Коломенське і Семенівське для влаштування царських ловів нараховувалося понад 3000 ловецьких птахів, поділених за «статтями», зокрема і соколів, якими відали царські сокольники (сокольничі)..

### Сапсан-сокіл в українській культурі
У давньоукраїнській традиції образ сокола-сапсана входив до так званого пташиного епосу. Хоча в пізнішому українському фольклорі сокіл не виступає як герой казок про тварин, натомість про нього збереглися деякі давні легенди й уривчасті вірування дохристинянської епохи, стійкі мовленеві звороти і словесні формули тощо, які навіть дали змогу деяким дослідникам і аматорам зробити припущення щодо ролі і місця сокола в давній українській міфології.
У легендах про сокола збереглися залишки архаїчного тотемізму давніх слов'ян. Зокрема, окремі українські вірування про вогненний дух Раріг, що також існував також у чехів та словаків (Ра́рог), який уявлявся в соколиній подобі (у староукраїнській та чеській мовах фіксуються відповідно слова раріг й raroh — «сокіл»), вчені пов'язують з образом одного з верховних богів слов'янської міфології Сварогом. Письменник Сергій Плачинда в своєму «Словнику української міфології», не визнаному офіційною наукою, твердить про сокола як одну з іпостасей давньоукраїнського бога Рода.
Образ сокола активно використовувався в мистецтві та літературі Київської Русі. Наприклад, одне з трактувань сцени, зображеної на срібному обрамленні великого туриного рогу з княжого кургану Чорна Могила в Чернігові, говорить про те, що тут знайшла своє відображення давня легенда — «Віщий Птах Сокіл відбиває від себе „замовлені стріли“, і вони летять на Птаха Півня (Кощія) та вбивають його, цим самим Сокіл допомагає молодому воїну і дівчині, яку намагався забрати Птах Півень». Взагалі образ сокола часто зустрічається в декоративно-ужиткових мистецьких творах, оздобах тощо княжої доби, наприклад, на наріжному камені Борисоглібського собору в Чернігові (12 століття) імовірно теж зображений саме сокіл.
У пізнішому українському фольклорі, як писав український вчений-філолог і громадський діяч Іван Огієнко, «сокіл завжди символ хоробрости та скорости», його образ часто зустрічається як в близькому до міфологічних уявлень, комплексі сезонних обрядових пісень колядок, щедрівок та веснянок, так і в історичних, в тому числі і козацьких, піснях, де наголошується на значенні, пов'язаному з рисами вільного птаха-соколика — сила, спритність, гордість і волелюбність. Тому часто в описах боїв у народних піснях про вправного вояку говориться, що він «соколом літає».
Дещо інший соколиний образ в ліричній народній поезії. Так, український етнограф і фольклорист Ольга Таланчук наголошує, що «…в піснях про кохання та народно-побутових сокіл не так визначає характер чоловіка чи парубка, як свідчить про почуття, які він викликає у матері або коханої (соколику-синку, вчини мою волю)». У сімейно-побутових піснях сокіл — подеколи образ парубка, що добивається жіночого кохання, а у весільних — часто сокіл це наречений, а голубка — наречена. Схожий образ оспіваний у польській пісні «Гей, соколи», складеній за українськими мотивами, яка стала популярною завдяки знаменитому фільму Єжи Гофмана «Вогнем і мечем».
Нерідко в українських народних піснях образ сокола поєднаний з образом орла, про що писав ще Микола Костомаров у «Слов'янській міфології», як в одній історичній пісні про татарську навалу:

Сокіл з орлом купається,
Сокіл орла питається:
«Чи не був, орле, на Вкраїні?»

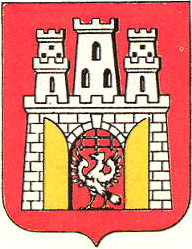
Герб міста Сокаль

Сокіл знаходить своє відображення як в українській народній і офіційній топоніміці фактично по всій Україні — Соколи, Сокаль, Соколівка, Сокільча, Соколине, Соколове тощо, так і в міській геральдиці.
Зокрема, одна з легенд про походження назви міста Сокаль на Львівщині говорить, що місто стояло біля урочища, де водилось багато соколів. Основою цієї легенди є, за інформацією одного з основоположників західноукраїнського краєзнавства Василя Чернецького, грамота мазовецького князя Зимовита, датована 1424 роком, в якій він дозволяв полювати в околицях Сокаля на звірів і птахів за винятком соколів. На гербі міста Сокаль, що в цілому зберігся ще з австрійського періоду, зображений в червоному полі сокальський замок і сокіл.

### Сапсан (сокіл) у сучасній мас-культурі
Як приклад сучасного використання образу сапсана можна навести те, що японська назва птаха «хаябуса» стала назвою марки швидкохідних мотоциклів компанії Судзукі — «Судзукі Хаябуса».
Крім того, сапсан часто зображується на філателічній продукції, пам'ятних монетах центральних банківських установ багатьох держав світу, в тому числі й України. Так, сапсан викарбуваний на 25-центовій монеті, випущеній в обіг Монетним Двором США в 2007 році, на визначення штату Айдахо, одним з символів якого він є.
В слов'янських мовах, як і раніше, слово сапсан поступається популярністю слову сокіл. Саме з соколом пов'язана етимологія багатьох назв населених пунктів України, він же присутній на локальній геральдиці — гербах і прапорах українських міст і сіл Сокаль (Львівщина), Губків (Рівненщина), Губин (Хмельниччина), Волноваха і Слов'янськ (Донеччина) тощо.
Словом сокіл часто іменувалися різні спілки, товариства і організації. Зокрема, засноване в 60-х роках XIX ст. в Чехії товариство Сокіл відіграло значну роль у національному відродженні слов'янських народів, а на наприкінці XIX — на початку XX століть активно діяло на українських теренах.
Українські спортивні клуби також нерідко мають назву сокіл, в тому числі і хокейна команда Сокіл (Київ), гравці якої становлять основу Національної збірної України з хокею.
|                      |  |                                         |  |                                        |  |                                                    |  |                                            |  |                                                       |  |
| Герб міста Волновахи |  | Сапсан на поштовій марці СРСР, 1965 рік |  | Сапсан на українській марці, 1994 рік. |  | Сапсан на 50-рублевій монеті Банку Росії, 1992 рік |  | Сапсан на 25-центовій монеті США, 2007 рік |  | Сапсан на 50-рублевій монеті Банку Білорусі, 2006 рік |  |

## Сапсан в Україні
В Україні сапсан гніздиться у Кримських горах (кавказький сапсан, F. p. caucasicus, зараз включений до F. p. brookei), Українських Карпатах, зрідка у лісостеповій зоні, на Поліссі (звичайний сапсан, F. p. peregrinus). На решті території сапсан зустрічається під час міграцій (тундровий сапсан, F. p. calidus).
Популяції, що гніздяться у Криму та Карпатах, налічують разом лише 15-20 пар. В інших районах дуже рідкісний (з 70-х років 20 століття гнізд не знаходили).
В Україні планується розводити вид на біостанціях Мелітопольського й Ніжинського педінститутів, а також в Одеському зоопарку з метою подальшої реінтродукції.
В 1980 році сапсана було занесено до Червоної книги Української РСР, охороняється в Карпатському біосферному, Кримському та Карадазькому природних заповідниках.

## Виноски
1. ↑  Фесенко Г. В. Вітчизняна номенклатура птахів світу. — Кривий Ріг : ДІОНАТ, 2018. — 580 с. — ISBN 978-617-7553-34-1.
2. 1 2 3 4  Bernard Grzimek (1968). Grzimek's Animal Life Encyclopedia. Boston, MA: Macmillan. с. 422. ISBN 978-0787657789.
3. 1 2 3 4 5 6 7  Peregrine falcon (Falco peregrinus anatum, Falco peregrinus tundrius, Falco peregrinus pealei). U.S. Fish and Wildlife Service. 1995. Архів оригіналу за 21 червня 2013. Процитовано 8 квітня 2008.
4. ↑  Кравчук П. А. Рекорды природы. — Любешов : Эрудит, 1993. — 216 с. — ISBN 5-7707-2044-1. (рос.)
5. 1 2 3 4 5 6  Бутурлин С. А. и др. (1940). Птицы. Животный мир СССР. Архів оригіналу за 17 жовтня 2012. Процитовано 26 квітня 2008.
6. 1 2 3 4 5 6  Сапсан (Falco peregrinus). РИЖ — Редкие и исчезающие Животные России. Архів оригіналу за 19 серпня 2000. Процитовано 29 березня 2008.
7. ↑  Cade, T. J., M. Martell, P. Redig, T. Septon & H. Tordoff «Peregrine Falcons in urban North America» in D. M. Bird, D. E. Varland & J. J. Negro (eds.) (1996). Raptors in Human Landscapes. London, San Diego.: S. 3-13
8. ↑  T. J. Cade, J. H. Enderson, C. G. Thelander & C. M. White (Eds) (1988). Peregrine Falcon Populations — Their management and recovery. Boise, Idaho: The Peregrine Fund. ISBN 0-9619839-0-6.
9. ↑  Сапсан у Червоній книзі України, 1910. Архів оригіналу за 6 жовтня 2014. Процитовано 30 вересня 2014.
10. ↑  Tunstall, Marmaduke (1771). Ornithologia Britannica: seu Avium omnium Britannicarum tam terrrestrium, quam aquaticarum catalogus, sermone Latino, Anglico et Gallico redditus: cui subjuctur appendix avec alennigenas, in Angliam raro advenientes, complectens. London, J. Dixwell.
11. 1 2 3 4  All About the Peregrine Falcon. U.S. Fish and Wildlife Service. 1999. Архів оригіналу за 16 квітня 2008. Процитовано 31 березня 2008.
12. 1 2  Peregrine Falcon Falco peregrinus. The Peregrine fund. Архів оригіналу за 21 червня 2013. Процитовано 29 березня 2008. [Архівовано 2008-03-21 у Wayback Machine.]
13. 1 2 3 4 5  сімейство Соколиные Falconidae (PDF). Пернатые хищники России. Архів (PDF) оригіналу за 21 червня 2013. Процитовано 8 квітня 2008.
14. ↑  Дементьев Г. П. (1951). Отряд хищные птицы — Птицы Советского Союза. Сов. наука. 1: 70—341.
15. ↑  Лебедев И. Г., Константинов В. М. (1998) Значение и этимология некоторых русских названий хищных птиц и сов фауны России. III конференция по хищным птицам Восточной Европы и Северной Азии: Материалы конференции 15-18 сентября 1998 г.: Ставрополь: СГУ, 1999 онлайн [Архівовано 13 травня 2007 у Wayback Machine.]
16. ↑  Фесенко Г., Бокотей А. Перелік українських наукових назв птахів фауни України. Архів оригіналу за 28 березня 2015. Процитовано 8 травня 2008.
17. ↑  Ukrainian magazine"Naturalist" — стаття Миколи Рудя Сапсан (Falco peregrinus). Архів оригіналу за 12 травня 2008. Процитовано 8 травня 2008.
18. 1 2 3 4 5 6 7 8  White, C. M. «60. Peregine Falcon» in Del Hoyo, J.; Elliott, A. & Sargatal, J. (editors) (1994). Handbook of Birds of the World. Т. 2 (New World Vultures to Guineafowl). Barcelona: Lynx Edicions. с. 274—275, plate 28. ISBN 84-87334-15-6.
19. 1 2 3 4 5  Snow, D. W.; Perrins, Christopher M.; Doherty, P. & Cramp, S. (1998). The complete birds of the western Palaearctic on CD-ROM. Oxford University Press. ISBN 0192685791.
20. 1 2 3  Dewey, T. & Potter, M. (2002). Falco peregrinus. Animal Diversity Web. Архів оригіналу за 21 червня 2013. Процитовано 29 березня 2008.
21. 1 2 3 4 5 6 7 8 9 10  И. Карякин. Сапсан (Falco peregrinus). Клуб исследователей русских пернатых хищников. Архів оригіналу за 21 червня 2013. Процитовано 29 березня 2008.
22. 1 2 3 4 5 6 7 8  Ferguson-Lees, J. & Christie, D. (2001). Raptors of the World. Houghton Mifflin Field Guides. ISBN 0618127623.
23. 1 2 3  Terres, J. K. & National Audubon Society (Reprint of 1980 edition). The Audubon Society Encyclopedia of North American Birds. New York: Wings Books. ISBN 0517032880.
24. ↑  Beckstead, D. (2001). American Peregrine Falcon. U.S. National Park Service, Версія від 2001-09-11. Архів оригіналу за 21 червня 2013. Процитовано 31 березня 2008.
25. ↑  Killian Mullarney, Lars Svensson, Dan Zetterström, & Peter J. Grant (1999). Birds of Europe. Princeton University Press. с. 98. ISBN 978-0-691-05054-6.
26. ↑  Wrege, P. H. and T. J. Cade (1977). Courtship behavior of large falcons. Raptor Res. 11: 1—27.
27. ↑  Cramp, S. and K. E. L. Simmons (1980). The birds of the Western Palearctic. Т. 2: hawks to bustards. Oxford, U.K.: Oxford Univ. Press.
28. ↑  Telford, E. A. (1996). Peregrine Falcons in the northeastern United States: sonagraphic analysis of the defense call, population turnover, and dispersal. Boise, ID: Boise State Univ. {{cite book}}: Проігноровано |work= (довідка)
29. 1 2  White, Clayton M., Nancy J. Clum, Tom J. Cade, and W. Grainger Hunt. Peregrine Falcon. The birds on North America online. Архів оригіналу за 21 червня 2013. Процитовано 13 травня 2008.
30. 1 2  Cade, T. J. (1960). Ecology of the Peregrine and Gyrfalcon populations in Alaska. Univ. of California Publ. Zool. 63: 151—290.
31. 1 2  Боголюбов А. С., Жданова О. В., Кравченко М. В. (2006). Определитель птиц и птичьих гнёзд средней полосы России. Москва: Экосистема. Архів онлайн оригіналу за 17 жовтня 2012. Процитовано 26 квітня 2008.
32. 1 2 3  Nelson, R. W. (1977). Behavioral ecology of coastal Peregrines (Falco peregrinus pealei). Calgary, AB: Univ. of Calgary. {{cite book}}: Проігноровано |work= (довідка)
33. ↑  Wrege, P. H. and T. J. Cade (1977). Courtship behavior of large falcons. Raptor Res. 11: 1—27.
34. ↑  Marchant, S. and P. J. Higgins (1993). Handbook of Australia, New Zealand, and antarctic birds. Т. 2. Melbourne, Australia: Oxford Univ. Press.
35. ↑  Червона книга України. Тваринний світ / за ред. І. А. Акімова. — К. : Глобалконсалтинг, 2009. — 600 с. — ISBN 5-88500-064-6.
36. ↑  Falco peregrinus — Biological data and habitat requirements. US Forest Service. Архів оригіналу за 21 червня 2013. Процитовано 14 квітня 2008.
37. ↑  S. Cramp, K. E. L. Simmons, R. Gillmor, P. A. D. Hollom, R. Hudson, E. M. Nicholson, M. A. Ogilvie, P. J. S. Olney, C. S. Roselaar, K. H. Voous, D. I. M. Wallace, J. Wattel (1980). Handbook of the Birds of Europe, the Middle East and North Africa: The Birds of the Western Palearctic. Т. 2: Hawks to Bustards.
38. 1 2 3 4 5  Wisconsin Department of Natural Resources «Peregrine Falcon (Falco peregrinus) [Архівовано 13 серпня 2007 у Wayback Machine.]» Прочитано 2008-04-14
39. ↑  John Gooders (1995). Pocket Guide Birds of Britain and Ireland. Larousse. ISBN 978-0752300160.
40. 1 2 3  Blood, D. & Banasch, U. (2001). Hinterland Who’s Who Bird Fact Sheets: Peregrine Falcon. Архів оригіналу за 8 травня 2008. Процитовано 9 квітня 2008. [Архівовано 2008-05-08 у Wayback Machine.]
41. ↑  Information on the Peregrine falcon. Australasian Raptor Association. Архів оригіналу за 16 червня 2005. Процитовано 14 квітня 2008. [Архівовано 2005-06-16 у Wayback Machine.]
42. 1 2  P. R. Ehrlich, D. S. Dobkin, D. Wheye & S. L. Pimm (1994). The Birdwatcher’s Handbook: A Guide to the Natural History of the Birds of Britain and Europe. Oxford University Press. ISBN 978-0198584070.
43. ↑  Peterson, R. T (1976). A Field Guide to the Birds of Texas: And Adjacent States. Houghton Mifflin Field Guides. ISBN 0395921384.
44. ↑  Towry, R. K. «Wildlife habitat requirements», pp. 73-210 в R. L. Hoover & D. L. Wills (editors) (1987). Managing Forested Lands for Wildlife. Denver, Colorado, USA: Colorado Division of Wildlife.
45. ↑  Greiman, Harley L. (1975) Nesting observations of peregrine falcons (Falco peregrinus annatum), Los Padres National Forest, California. Goleta, CA: U.S. Department of Agriculture, Forest Service, Los Padres NationalForest, Santa Lucia Ranger District. 41 p.
46. ↑  T. Alerstam (1986). Radar observations of the stoop of the Peregrine Falcon Falco peregrinus and the Goshawk Accipiter gentilis. Ibis. 169: S. 267–273.
47. 1 2  Helbig, A.J.; Seibold, I.; Bednarek, W.; Brüning, H.; Gaucher, P.; Ristow, D.; Scharlau, W.; Schmidl, D. & Wink, M. (1994). Phylogenetic relationships among falcon species (genus Falco) according to DNA sequence variation of the cytochrome b gene (PDF). Архів оригіналу (PDF) за 26 листопада 2012. Процитовано 8 січня 2011. {{cite book}}: Проігноровано |work= (довідка)
48. 1 2  Wink, M.; Döttlinger, H.; Nicholls, M. K. & Sauer-Gürth, H. (2000). Phylogenetic relationships between Black Shaheen (Falco peregrinus peregrinator), Red-naped Shaheen (F. pelegrinoides babylonicus) and Peregrines (F. peregrinus) (PDF). Berlin/Blaine: WWGBP/Hancock House. Архів оригіналу (PDF) за 26 листопада 2012. Процитовано 8 січня 2011. {{cite book}}: Проігноровано |work= (довідка)
49. 1 2 3  American Ornithologists Union (1910): Check-list of North American Birds (Third Edition) American Ornithologists Union.
50. ↑  Dashiell Hammett (1930). The Maltese Falcon. Orion. ISBN 978-0752847641.
51. ↑  Döttlinger, H. & M. Nicholls (2005). Distribution and population trends of the black shaheen Peregrine Falcon Falco peregrinus peregrinator and the eastern Peregrine Falcon F. р. calidus in Sri Lanka (PDF). Forktail. 21: 133—138. Архів оригіналу (PDF) за 26 березня 2009. Процитовано 8 січня 2011.
52. ↑  Vaurie, C. (1961): Systematic notes on Palearctic birds. No. 44, Falconidae, the genus Falco. (Part 1, Falco peregrinus and Falco pelegrinoides). American Museum Novitates 2035: 1-19. онлайн [Архівовано 2014-08-18 у Wayback Machine.]
53. ↑  Peters, J. L.; Mayr, E. & Cottrell, W. (1979): Check-list of Birds of the World. Museum of Comparative Zoology.
54. 1 2 3  Proctor, N. & Lynch, P. (1993). Manual of Ornithology: Avian Structure & Function. New Haven, CT: Yale University Press. ISBN 9780300057461.
55. 1 2  Ellis, D. H. & Garat, C. P. (1983). The Pallid Falcon Falco kreyenborgi is а color phase of the Austral Peregrine Falcon (Falco peregrinus cassini) (PDF). Auk. 100 (2): 269—271. Архів оригіналу (PDF) за 7 листопада 2010. Процитовано 8 січня 2011. [Архівовано 2010-11-07 у Wayback Machine.]
56. ↑  Falco peregrinus. BirdLife International. 2004. Архів оригіналу за 21 червня 2013. Процитовано 8 січня 2011.
57. 1 2 3  Сапсан (Красная Книга России). Архів оригіналу за 26 листопада 2012. Процитовано 27 квітня 2008. {{cite book}}: Проігноровано |work= (довідка) [Архівовано 9 травня 2013 у Wayback Machine.]
58. ↑  T. J. Cade, J. H. Enderson, C. G. Thelander & C. M. White (Eds) (1988). Peregrine Falcon Populations — Their management and recovery. Boise, Idaho: The Peregrine Fund. ISBN 0-9619839-0-6.
59. ↑  Reader’s Digest Editors (2005). Book Of North American Birds. Reader’s Digest. ISBN 978-0895773517.
60. ↑  Р. К. Баландин. 100 великих богов. Москва: Вече /year = 2000. ISBN 978-5-9533-2349-9. Архів оригіналу за 26 листопада 2012. Процитовано 27 квітня 2008.
61. 1 2  Phillip Glasier (2006). Falconry & Hawking. Batsford. ISBN 978-0713484076. Архів оригіналу за 7 липня 2014. Процитовано 27 квітня 2008.
62. ↑  Island Facts. Офіційний сайт уряду острова Мен. Архів оригіналу за 21 червня 2013. Процитовано 23 квітня 2008.
63. ↑  A. H. Layard (2001). Discoveries in the Ruins of Nineveh and Babylon; with Travels in Armenia, Kurdistan and the Desert. Adamant Media Corporation. ISBN 978-1402174445.
64. ↑  Stephanie Dalley (1993). Ancient Mesopotamian Gardens and the Identification of the Hanging Gardens of Babylon Resolved (PDF). Т. 21. с. 1—13. Архів оригіналу (PDF) за 13 червня 2010. Процитовано 27 квітня 2008. {{cite book}}: Проігноровано |work= (довідка) [Архівовано 13 червня 2010 у Wayback Machine.]
65. 1 2  A Brief History of Falconry. International Association for Falconry and Conservation of Birds of Prey. Архів оригіналу за 19 серпня 2012. Процитовано 15 квітня 2008.
66. ↑  Teresa Pratt (2008). History of falconry. Архів оригіналу за 14 травня 2008. Процитовано 21 квітня 2008.
67. ↑  Офіційний сайт Лапландського заповідника «„Дамский“ сокол при парадных выездах [Архівовано 17 січня 2010 у Wayback Machine.]» Прочитано 2008-12-15
68. ↑  Ф. А. Брокгауз і І. А. Ефрон (1901). Соколиная охота. Т. 60. {{cite book}}: Проігноровано |work= (довідка)
69. ↑  Казки про тварин («Українська народна творчість»). Упорядкування, вступна стаття та примітки Березовського І. П., К.: «Наукова думка», 1979
70. ↑  Мифологический словарь. Под редакцией Мелетинского Е., М.: «Советская энциклопедия», 1991, стор. 465
71. ↑  Плачинда С. Словник давньоураїнської міфології. Архів оригіналу за 9 травня 2008. Процитовано 9 травня 2008.
72. ↑  Музичук Н. МАТИ — ПТИЦЯ // «Громада», часопис українців Угорщини, ч. 4(78) за липень-серпень 2005 року. Архів оригіналу за 13 червня 2008. Процитовано 8 травня 2008. [Архівовано 2008-06-13 у Wayback Machine.]
73. ↑  Митрополит Іларіон «Дохристиянські вірування українського народу. Історично-релігійна монографія»., Вінніпег, 1965, стор. 75
74. ↑  Таланчук О. М. Українознавство. Усна народна творчість., К.: «Либідь», 1998, стор. 142
75. ↑  Гей, соколи у виконанні Марилі Родович. Архів оригіналу за 5 березня 2015. Процитовано 23 вересня 2014.
76. ↑  Костомаров М. «Слов'янська міфологія. Вибрані праці з фольклористики й літературознавства». («Літературні пам'ятки України», К.: «Либідь», 1994, стор. 98
77. ↑  Офіційна сторінка Сокальського району — про місто Сокаль. Архів оригіналу за 14 липня 2007. Процитовано 8 травня 2008. [Архівовано 2007-07-14 у Wayback Machine.]
78. ↑  ІМ'Я МІСТА… В ГІПОТЕЗАХ — неофіційна сторінка про м. Сокаль і Сокальський район. Архів оригіналу за 24 листопада 2020. Процитовано 27 березня 2022.
79. ↑  Українська геральдика — герб міста Сокаль[недоступне посилання з липня 2019]
80. ↑  United States Idaho Statutes, Title 67, Chapter 45, Section 67-4512